# LBN 1036
LBN 1036 è una nebulosa diffusa visibile nella costellazione dell'Unicorno.
La nebulosa si individua circa 10 gradi a nord-est della stella Sirio e si estende per circa un grado dal vertice sud-est dell'ammasso aperto NGC 2353; nelle immagini CCD si mostra di un colore rossastro, tipico delle nebulose ad emissione e delle regioni HII. Apparentemente nella parte centrale della nebulosa si trova una stella di colore arancione di magnitudine 5,95, HD 56207, probabilmente però troppo lontana dalla nube per illuminarla direttamente.
Questa ed altre nebulose, come la vicina e più grande Nebulosa Gabbiano, fanno tutte parte di un vasto complesso nebuloso dell'associazione OB nota come Canis Major OB1, area in cui è anche attiva la formazione stellare.

### Opere generali
- (EN) Stephen James O'Meara, Deep Sky Companions: Hidden Treasures, Cambridge University Press, 2007, ISBN 0-521-83704-9.
- A. De Blasi, Le stelle: nascita, evoluzione e morte, Bologna, CLUEB, 2002, ISBN 88-491-1832-5.

### Carte celesti
- Tirion, Rappaport, Lovi, Uranometria 2000.0 - Volume II - The Southern Hemisphere to +6°, Richmond, Virginia, USA, Willmann-Bell, inc., 1987, ISBN 0-943396-15-8.
- Tirion, Sinnott, Sky Atlas 2000.0, 2ª ed., Cambridge, USA, Cambridge University Press, 1998, ISBN 0-933346-90-5.
- Tirion, The Cambridge Star Atlas 2000.0, 3ª ed., Cambridge, USA, Cambridge University Press, 2001, ISBN 0-521-80084-6.